# Vissec
Vissec ist eine kleine französische Gemeinde mit 68 Einwohnern (Stand 1. Januar 2022) in der Region Okzitanien. Sie gehört zum Arrondissement Le Vigan im Département Gard.

## Geografie
Das Dorf liegt in einem Tal der Cevennen auf 400 Meter Höhe über dem Meeresspiegel an der Grenze zwischen den Départements Gard und Hérault innerhalb des Nationalparks Cevennen.
Das 21,83 km² große Gemeindegebiet reicht von 340 bis 793 Meter Höhe und grenzt im Norden an Campestre-et-Luc, im Nordosten an Blandas, im Südosten an Saint-Maurice-Navacelles, im Südwesten an Saint-Michel und im Westen an Sorbs.

## Bevölkerungsentwicklung
| Jahr                       | 1962 | 1968 | 1975 | 1982 | 1990 | 1999 | 2009 | 2016 |
| Einwohner                  | 49   | 46   | 40   | 50   | 50   | 43   | 53   | 60   |
| Quellen: Cassini und INSEE |      |      |      |      |      |      |      |      |